# Centre hospitalier Sainte-Anne
Ne doit pas être confondu avec Hôpital d'instruction des armées Sainte-Anne.
Pour les articles homonymes, voir Sainte-Anne.
 (mai 2013).
Le centre hospitalier Sainte-Anne est un site hospitalier du groupe hospitalier universitaire Paris psychiatrie & neurosciences situé dans le 14e arrondissement de Paris, spécialisé en psychiatrie, neurologie, neurochirurgie, neuroimagerie et addictologie. Cet ancien établissement, dont la première création date de 1651, demeure en France, avec l'hôpital Esquirol à Saint-Maurice le symbole des asiles psychiatriques.
Il fait partie depuis le 1er janvier 2019 du GHU Paris psychiatrie & neurosciences avec le centre hospitalier Perray-Vaucluse et l'hôpital Maison Blanche.
Le site abrite également le musée d'Art et d'Histoire de l'hôpital Sainte-Anne (MAHHSA), qui abrite des collections d'œuvres réalisées par des patients.

## Histoire

### Avant la construction de l'Hôpital
Au XIIIe siècle, une maison de santé est construite à l'actuel emplacement de la prison de la Santé, afin d'accueillir les pestiférés sous l'impulsion de Marguerite de Provence, la veuve de Louis IX. De terribles pandémies sévissent sur Paris : lèpre, scorbut, syphilis, variole, grippe... L'établissement permet d'isoler les malades contagieux du reste de la population jusqu'au XVIe siècle. 
Toutefois, le plan de Gomboust (1652) indique un enclos nommé « la Santé », à l’ouest de la rue de l'Arbalète. Il est occupé par le couvent des Filles-de-la-Providence selon les plans de Jouvin de Rochefort (1672), de Jaillot (1778) et de Maire (1808). Cet établissement accueillait les malades convalescents et les contagieux de l’Hôtel-Dieu. Anne d'Autriche, après avoir fait construire l’abbaye du Val-de-Grâce et craignant le voisinage des contagieux le fit transférer au chemin de Gentilly, dans l’hopital qu’elle venait de créer. 

### Création de l'hôpital Sainte-Anne

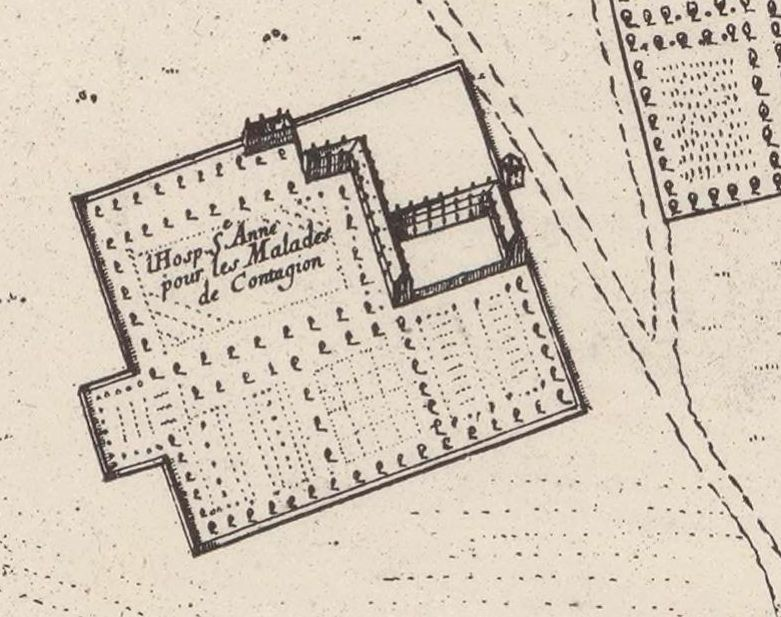
L'hôpital sur le plan de Jouvin de Rochefort, en 1672.

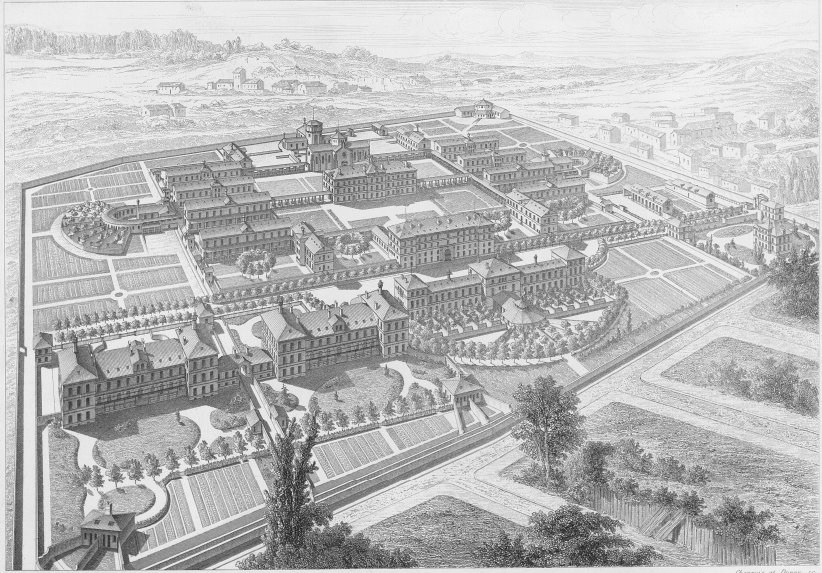
L'asile en 1877.

Les lettres patentes du roi confirmant la translation des services de l'hôpital de la Santé du faubourg Saint-Marcel en l'hôpital Sainte-Anne datent de mai 1651.
Par contrat du 7 juillet 1651 entre les gouverneurs de l'Hôtel-Dieu et les fondés de pouvoir de la Reine régente Anne d'Autriche, l'Hôtel-Dieu cédait les bâtiments et les terrains de la Maison de Santé, la reine donnant en échange les 21 arpents de terrain choisi pour établir le nouvel hôpital, qui devait prendre le nom de la sainte patronne de la mère de Louis XIV : Sainte Anne.
Cet établissement, peu utilisé, fut transformé en une ferme où venaient travailler les aliénés de l'hospice de Bicêtre, relativement proche. Cette ferme – la ferme Sainte-Anne – connut pendant plusieurs années une importante activité du fait du travail et des initiatives des malades. En 1772, à la suite d'un grand incendie à l'Hôtel-Dieu (déjà incendié en 1737 et 1742), un réaménagement de quatre grands hôpitaux est décidé à Paris (l'hôpital Saint-Louis, l'hôpital Sainte-Anne, les Hospitalières de la Roquette et l'abbaye Royale de Sainte-Périne de Chaillot).
En 1788, à la suite d'un arrêté du Conseil d'État, l'architecte Bernard Poyet est chargé de reconstruire complètement l'hôpital.
En 1833, Guillaume Ferrus, médecin chef à Bicêtre, décide d'utiliser les terrains de l'hôpital Sainte-Anne pour y faire travailler les convalescents provenant des « quartiers des insensés » de son propre hôpital. C'est le premier contact de l'hôpital Sainte-Anne avec le monde asilaire.
En 1863, Napoléon III décide la création d'un hôpital psychiatrique à Paris sur l'emplacement de la ferme Sainte-Anne. Il est désigné sous le nom d'« asile clinique » car il est destiné à être un lieu de traitement, de recherche et d'enseignement des maladies mentales. Georges Eugène Haussmann, préfet de la Seine, est chargé de cette opération. Précédemment préfet de l'Yonne, il avait déjà fait bâtir quelques années auparavant, en collaboration avec le docteur Girard de Cailleux venu de Paris, l'asile départemental de l'Yonne, qui sert de modèle à celui de Paris. Il prévoit de doter le département de neuf asiles de 600 lits chacun, dont un intra-muros possédant un bureau central se chargeant de placer les malades selon leurs pathologies dans les différentes institutions. Ce dernier est aussi chargé de l'enseignement des étudiants qui se destinaient à la carrière d'aliénistes, ce qui explique sa désignation de Clinique des maladies Mentales (CMM). Seulement trois asiles sont construits à cette époque : Sainte-Anne, Perray-Vaucluse et Ville-Evrard.
C'est l'architecte Charles-Auguste Questel qui lance les travaux de construction de l'Hôpital à l'emplacement de l'ancienne « Ferme sainte-Anne », disposant alors d'un terrain de 13 hectares L'architecte ménage un grand axe Nord-Sud avec une allée d'honneur, qui permettait de faciliter les convois à destination des asiles périphériques. Les premiers bâtiments sont construits avec des matériaux issus des démolitions réalisées sous Haussmann. D'importants jardins sont ménagés, afin de permettre aux malades de se promener. Le mur d'enceinte en moellon piqué mesure cinq mètres de hauteur, mais permet aux malades de voir à l'extérieur. Questel s'est inspiré du plan de l'asile d'Auxerre (1843), réalisé par l'architecte Jean Boivin selon un programme défini par Girard de Cailleux, prônant un système rationnel et symétrique fait de petites unités architecturales.
Ainsi, les pavillons d'hospitalisation sont situés autour d'une cour sur l'axe principal, sur lequel se trouvent aussi les services généraux (« Pavillon de l'horloge »), les bâtiments administratifs et la chapelle, qui accueille aujourd'hui des étudiants et les bureaux du musée d'Art et d'Histoire de l'hôpital Sainte-Anne. Les espaces verts et jardins sont très valorisés car permettent, selon les principes aliénistes et hygiénistes de l'époque, aux malades de se promener afin de les divertir de leurs maladies, et sont aussi des terres de culture potentielles. Tous les pavillons sont reliés par des galeries couvertes, simplifiant les communications, et conférant à l'hôpital une harmonie architecturale.

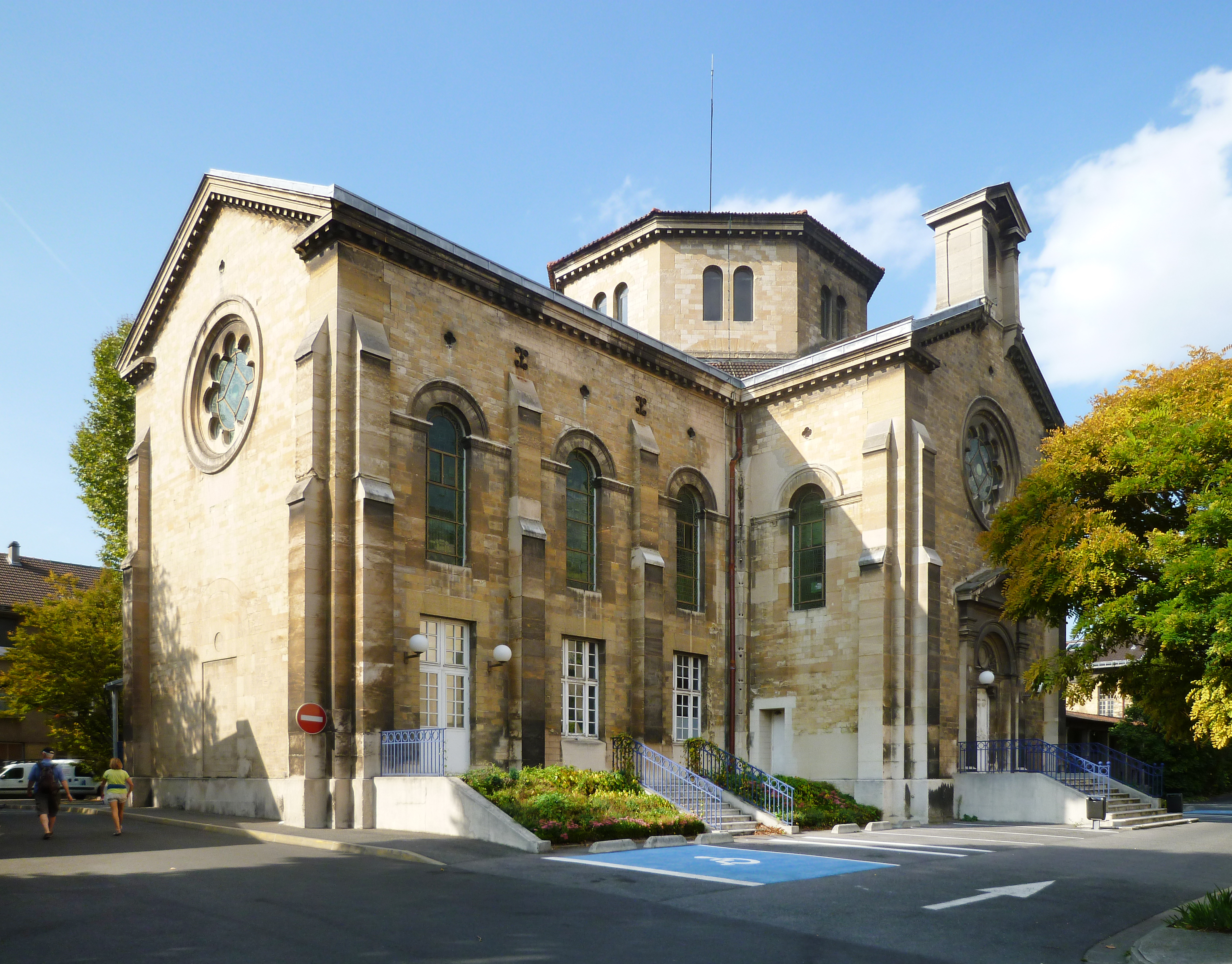
La chapelle Sainte-Anne, construite par Charles-Auguste Questel en 1869.

L'« asile » est inauguré le 1er janvier 1867 et le premier patient est admis le 1er mai suivant. Girard de Cailleux est le premier directeur.
Lors du siège de Paris par l'armée prussienne puis lors de la Commune, la construction d'un pensionnat pour malades est interrompue et des obus touchent parfois l'hôpital. 473 patients restés à Sainte-Anne y meurent de sous-alimentation.
L’asile se dote d’un service de soins dentaires en 1892, de consultations externes – gratuites dans le but de réduire les internements – et d’un pavillon central de chirurgie générale destiné au traitement chirurgical des malades des asiles du département de la Seine. Cet important bâtiment, très moderne pour l’époque, comporte, dans des parties septiques et aseptiques nettement séparées, des salles d’hospitalisation, une section obstétricale, des laboratoires de radiologie, de microphotographie et de biologie.

### L'hôpital auXXesiècle

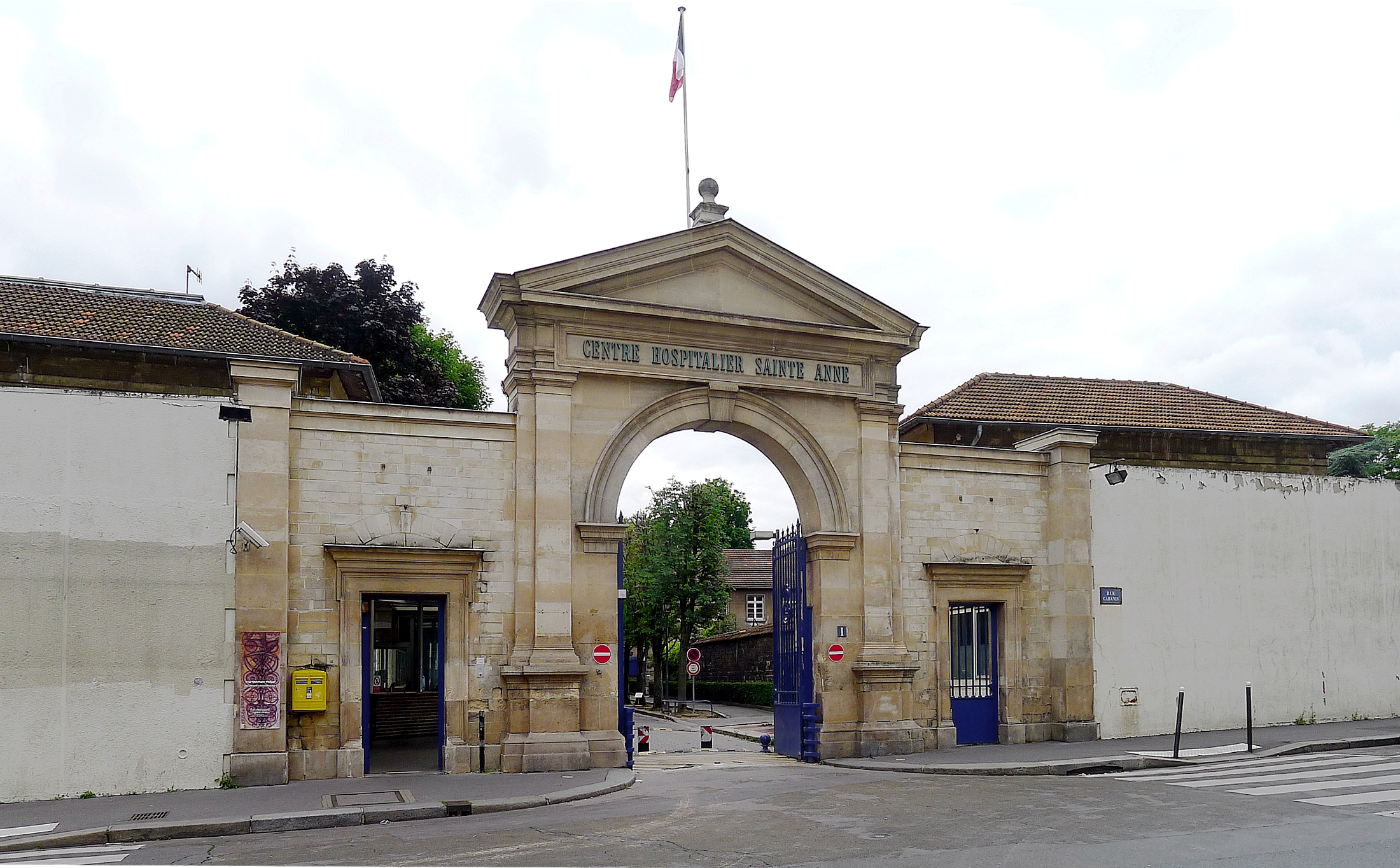
Entrée, no 1 rue Cabanis.

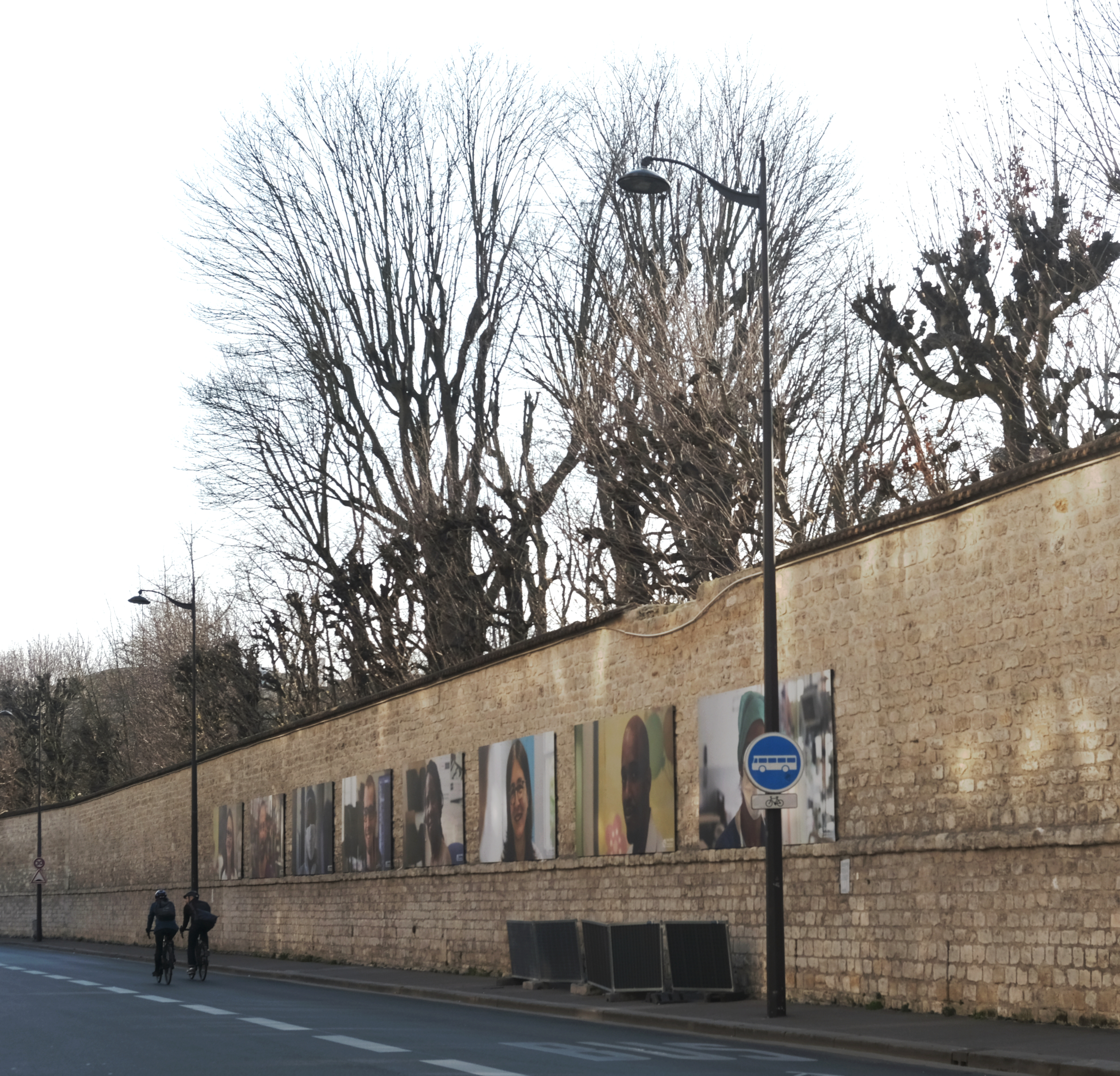
Mur d'enceinte de l'hôpital, côté rue de la Santé.

Au début du XXe siècle, l'hôpital est toujours vu comme un succès architectural. Mais le nombre d'admissions grandit et il faut trouver des solutions pour décongestionner l'hôpital. En 1922, Édouard Toulouse, psychiatre à l'asile de Villejuif, souhaite dissocier maladie mentale et enfermement. Il crée le centre de prophylaxie mentale,  service libre (« service ouvert pour psychopathes légers »), c'est-à-dire dans lequel les malades ne sont pas internés dans le cadre de la loi du 30 juin 1838. Le 11 mars 1926, il devient l'hôpital Henri-Rousselle, du nom du conseiller général de la Seine qui soutient le projet. Installé dans l'enceinte de Sainte-Anne, il comprend un dispensaire, un service social, une consultation pour enfants, deux laboratoires de recherche clinique et de psychologie et un « service départemental de prophylaxie mentale » à la suite de l'arrêté préfectoral du 1er mars 1927. L'arrêté du 29 avril 1941 rattache l’hôpital Henri-Rousselle à l'asile clinique Sainte-Anne.
En 1941 est installé l'un des premiers laboratoires d'électroencéphalographie de France. La section de bio-psychopathologie de l’enfant, dont la vocation est de mettre à la disposition de l’enfance inadaptée et des familles un ensemble original clinique et thérapeutique dans son double aspect affectif et cognitif est créée en 1947. En 1952, Sainte-Anne est le lieu où Jean Delay et son assistant Pierre Deniker évaluent les propriétés neuroleptiques de la chlorpromazine le 4560 RP (Largactil, nom déposé), et il est aussi le lieu où s'est développé dès le début du XXe siècle un enseignement de la psychiatrie respectant les diverses composantes de cette discipline.
Depuis les années 1960, le CHSA possède des urgences psychiatriques ouvertes vingt-quatre heures sur vingt-quatre et toute l'année : c'est le CPOA (Centre psychiatrique d'orientation et d'accueil)
L'hôpital comporte sept secteurs de psychiatrie adulte et deux secteurs de psychiatrie infanto-juvénile, qui correspondent à des zones géographiques dont proviennent les patients. Sainte-Anne accueille les patients des 5, 6, 14, 15 et 16e arrondissements de Paris dans divers pavillons aux noms de médecins célèbres (Benjamin Ball, Pierre Janet, Raymond Garcin, Piera Aulagnier). On note aussi la présence du SHU (service hospitalo-universitaire), de la CMME (clinique des maladies mentales et de l'encéphale), du SMPR (service médico-psychologique régional), d'un service spécialisé en addictologie-CSAPA (centre de soins, d'accompagnement et de prévention en addictologie) et d'un SMES (service d'appui santé mentale et exclusion sociale). Sainte-Anne ne possède pas d'unité pour malades difficiles. Par ailleurs, l'hôpital a développé des conventions avec différents services d'accueil des urgences situés notamment dans les hôpitaux Ambroise Paré, Cochin et HEGP (AP-HP), ainsi que l'hôpital Saint-Joseph.
Une cafétéria a été construite dans les années 1980, ainsi qu'un centre de vie. Hachette exploite cette cafétéria par le biais de son enseigne Relais H. Une maison des usagers est installée à côté de cette cafétéria ; elle est un lieu d'information pour les patients et leurs proches.
Le Centre hospitalier Sainte-Anne est doté d'un service audiovisuel, broadcast,
produisant et archivant depuis 1995 certains documents qui concernent l'activité médicale et institutionnelle de cet établissement. Les archives audiovisuelles sont accessibles aux médias sur demande spéciale.
Ces dernières années, le centre hospitalier Sainte-Anne a connu de nombreuses évolutions pour devenir un pôle de référence en psychiatrie et en neurosciences.
Les modalités de prise en charge en psychiatrie ont considérablement évolué ces vingt dernières années :
- Déploiement, dans le cadre d'une politique de secteur volontariste, de structures extra-hospitalières et ambulatoires
- Forte réduction de la capacité des lits en hospitalisation complète
- Mise en œuvre de conventions et de réseaux, notamment avec l'Assistance Publique - Hôpitaux de Paris
- Participation active aux Services d'Accueil d'Urgence (SAU)
- Développement d'importants travaux de recherche en collaboration notamment avec l'INSERM[7]

Le service de neurologie est installé en 1974, et la neuroradiologie devient, à l'hôpital Sainte-Anne, une discipline de pointe, avec un appareillage novateur : tomographe-scanner, imagerie par résonance magnétique, qui va permettre la création de la radiologie thérapeutique.
Le centre Raymond-Garcin, partie intégrante de l'établissement, réunit les différentes disciplines de médecine somatique : Neurologie, avec une Unité Neurovasculaire, Neurochirurgie, Neuroradiologie, Neurophysiologie, Neuro-anatomopathologie, Anesthésie-Réanimation, Stomatologie, Médecine Physique et de Réadaptation.
Depuis le 1er janvier 2019, l'établissement fait partie du Groupe hospitalier universitaire Paris psychiatrie & neurosciences, aux côtés de l'Établissement Public de Santé Maison Blanche et du Centre hospitalier Perray-Vaucluse.

## Enseignement, travaux et publications
L'enseignement a toujours pris une place importante dans les activités de l'hôpital Sainte-Anne. La première chaire de psychiatrie s'installe dans ses murs à partir de 1887, ce qui permet à l'hôpital de devenir la référence nationale dans l'enseignement de cette discipline. Cette chaire est soutenue par Georges Clemenceau, médecin et ministre de l'Intérieur, et est enseignée par Benjamin Ball.
En 1950 a lieu le premier congrès mondial de psychiatrie, présidé par Jean Delay. Deux ans plus tard, Delay, Pierre Deniker et J.-M. Harl signent un article sur l'utilisation thérapeutique de la chlorpromazine, découvert par Henri Laborit et commercialisé sous le nom de Largactil. Ce nouveau médicament marque la naissance de la psychopharmacologie moderne et ouvre le champ à de multiples expérimentations avec des psychotropes, notamment la psilocybine.
Le site Sainte-Anne du GHU Paris psychiatrie & neurosciences accueille des étudiants hospitaliers de la faculté de médecine Paris Centre de l'université de Paris.
L'hôpital possède sa propre revue, L'Encéphale, qui elle-même organise un congrès annuel. Le site dispose de plus d'une fondation, la Fondation Pierre-Deniker. Le personnel médical du centre hospitalier participe aussi aux colloques de l'Association des amis de Pierre Deniker pour l'enseignement de la psychiatrie ("Journée Pierre Deniker" et "Journée de l'interne").
Au service hospitalo-universitaire, la professeure Marie-Odile Krebs co-dirige l'Unité mixte de recherche 894 de l'Inserm et de l'université de Paris « Centre de psychiatrie et Neurosciences »,.

## Personnalités liées à l'hôpital

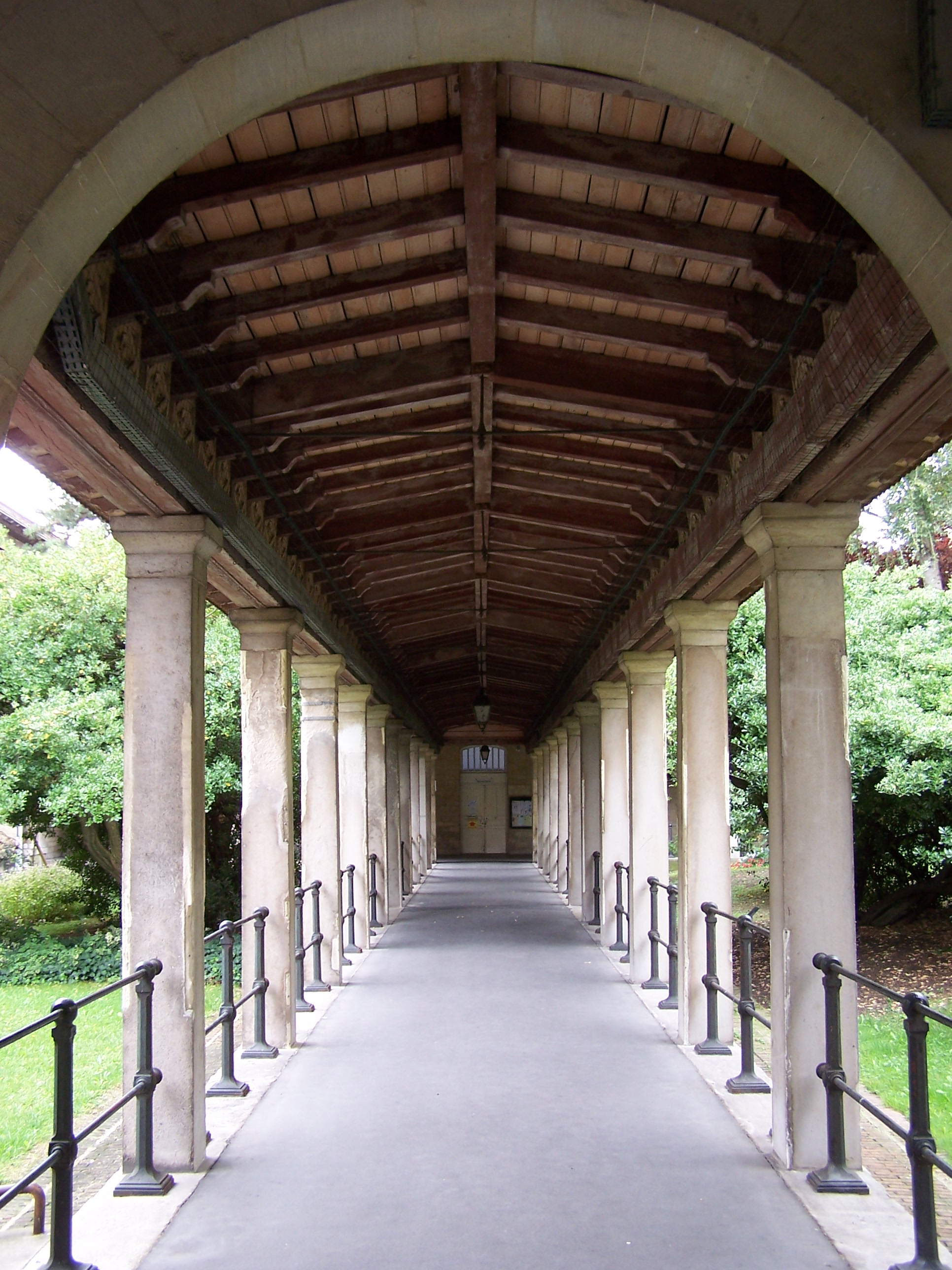
L'une des nombreuses galeries du centre hospitalier, ici la galerie Pirandello.

### Médecins célèbres
- Benjamin Ball
- Paul Dubuisson
- Valentin Magnan
- Jacques Lacan, interne (1927-28) et séminaires
- Georges Daumezon
- Jean Talairach
- Jean Delay
- Pierre Deniker
- Alexandre Lamache
- Henri Lôo
- Jean-Pierre Olié
- Lasthénie Thuillier-Landry
- Anne-Marie Dubois
- Auguste Marie
- Christophe André

### Patients célèbres
- Camille Claudel (1864-1943), sculptrice
- Jean-Michel Atlan (1913-1960), artiste peintre.
- Léon Schwarz-Abrys (1905-1990), artiste peintre.
- Marthe Orant (1874-1957), artiste peintre, y a vécu ses derniers jours.
- Celso Lagar (1891-1966), artiste peintre.
- Le philosophe Louis Althusser, en 1980.
- Marina Petrella, ancienne terroriste, membre du groupe italien d'extrême gauche des Brigades rouges.
- Le poète Paul Celan, du 13 février au 17 octobre 1967 - service du professeur J. Delay.
- Unica Zürn, poétesse et dessinatrice surréaliste, auteur de L'Homme-Jasmin et Sombre printemps.

- Emmanuel Carrère, auteur, tel que raconté dans son livre Yoga

## Bibliothèque Henri-Ey
La bibliothèque Henri-Ey est située au premier étage du pavillon de l'horloge. Elle est ouverte à tous et propose des collections scientifiques contemporaines et patrimoniales en psychiatrie, psychologie, psychanalyse et neurosciences.
Le fonds important est constitué de 30 000 livres, thèses et mémoires, 450 revues « papier » et/ou numérique ainsi qu'un fonds ancien numérisé composé de 830 documents consultables en ligne sur le site internet de la bibliothèque numérique de la BnF (Bibliothèque nationale de France).

## Infirmerie psychiatrique de la préfecture de police
Cette infirmerie, administrée par la préfecture de police de Paris, accueille des personnes faisant l'objet de mesures provisoires dans l'attente d'un arrêté d'hospitalisation sans consentement.
D'après le Conseil d'État dans son avis no 367.355 du 19 mars 2002 : « le terrain d’assiette de l’infirmerie psychiatrique de la préfecture de police appartient à l’hôpital psychiatrique Sainte-Anne. Le Conseil d’État n’a pas été en mesure de prendre position sur la situation patrimoniale de l’immeuble édifié sur la parcelle sise au no 3 de la rue Cabanis. »

## Jardin

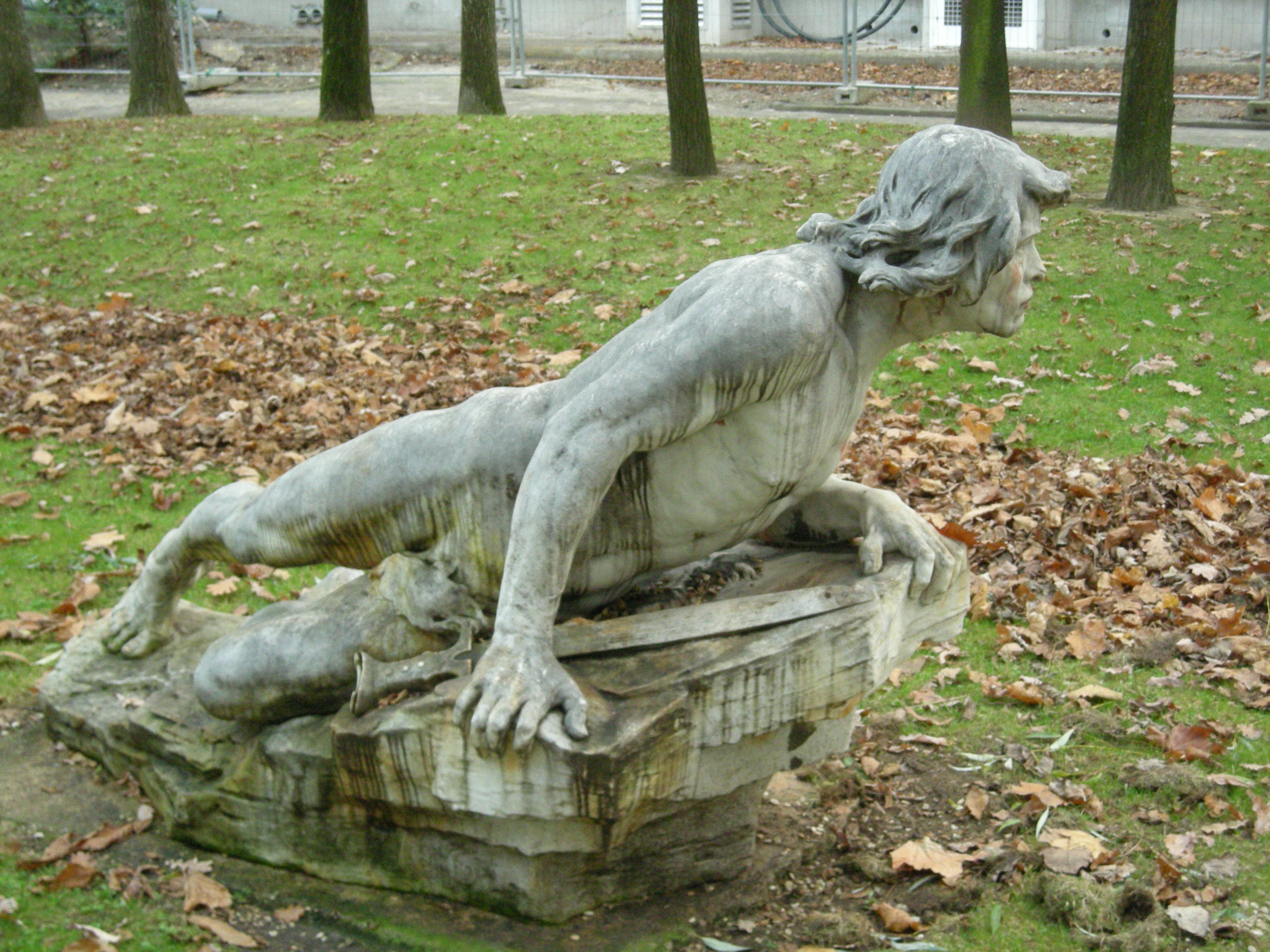
Le Guet, statue de Victorien Tournier (salon de 1900). Placée dans le jardin de l'hôpital Sainte-Anne à Paris en 1947.

Le jardin est agrémenté d'un certain nombre de statues installées en 1947 dont Le Guet de Victorien Tournier, Otarie de Émile Perrault-Harry et un lion couché d'un sculpteur inconnu.

## Musée d'Art et d'Histoire de l'hôpital Sainte-Anne
Le musée d'Art et d'histoire de l'hôpital Sainte-Anne est le premier musée hospitalier consacré à l'art à avoir obtenu l'appellation Musée de France. Sa collection comprend 1800 œuvres, réalisées par des artistes-patients du XIXe siècle à nos jours. Beaucoup d'œuvres ont été exposées en 1950 lors de l'Exposition internationale d'art psychopathologique, présidée par Jean Delay, qui s'est tenue dans l'ancienne chapelle de la Sorbonne et dans la chapelle de Sainte-Anne. Des envois de psychiatres du monde entier sont venus enrichir la collection de l'hôpital Sainte-Anne à ce moment-là. Ensuite tombées dans l'oubli, les œuvres sont redécouvertes, réunies, et inventoriées au milieu des années 1990. Le musée est fondé sous le nom de musée Singer-Polignac puis changea de nom en 2016, lors de l'arrêté ministériel qui lui attribue l'appellation de Musée de France.
La collection est visible grâce à des expositions temporaires.
Le musée possède aussi un fonds documentaire de 70 000 œuvres, toutes soigneusement numérotées et archivées, accessibles aux chercheurs. 90 % de ce fonds est issu des ateliers thérapeutiques de Sainte-Anne ou d'ailleurs. 
L'ensemble de la collection est disponible via la plateforme en ligne Navigart.

## Accès
L'entrée principale, piétonne, au 1 rue Cabanis, site Sainte-Anne, est desservi par la ligne 6 à la station Glacière. Il est aussi possible d'y pénétrer par l'entrée des véhicules située au 17 rue Broussais, proche de l'arrêt René Coty du bus 62.
L'entrée du musée est située en contre-bas des terrains de tennis, près de l'entrée principale.